# انتخاب (فیلم ۲۰۱۶)
انتخاب (به انگلیسی: The Choice) یک فیلم رمانتیک درام آمریکایی محصول سال ۲۰۱۶ به کارگردانی روس کتز است.

## داستان
تراویس شاو (بنیامین واکر) یک دامپزشک است که در شهر ویلمینگتون در ایالت نیویورک زندگی می کند و در نخستین ملاقات خود با گبی هلند (ترزا پالمر) که یکی از همسایه های محل سکونت اوست، عاشق او می شود.
نخستین دیدار آنان به صورت بسیار جالبی به وقوع می پیوندند. تراویس میزبان یک پیک نیک پر سر و صدا در حیاط محل خانهٔ خویش است و با صدایی بسیار بلند موسیقی گوش می کند، این در حالی است که گبی در خانه و مشغول مطالعه است.
گبی دانشجوی پزشکی است و با یکی از پزشکان همکارش به نام رایان مک کارتی (تام ولینگ) در ارتباط است. تراویس نیزدوباره با دختری به نام مونیکا رابطه مجدد برقرار کرده است و با یکی دیگر از همکارانش به نام رایان، که در خارج از کشور زندگی می کنند، نظارت بر مراحل ساخت و افتتاح بیمارستان جدید را بر عهده دارند. به مرور زمان گابی و تراویس زمان بیشتری را در کنار هم می گذرانند و رابطه ای عاشقانه را شروع می کنند.

## بازیگران
- بنجامین واکر در نقش تراویس شاو
- ترزا پالمر در نقش گبی هالند
- مگی گریس در نقش استفانی پارکر
- الکساندرا داداریو در نقش مونیکا
- تام ولینگ در نقش دکتر رایان مک‌کارتی
- تام ویلکینسون در نقش دکتر شپ
- نوری ویکتوریا در نقش لیز
- برد جیمز در نقش بن
- آنا انگر در نقش مگان
- ویلبور فیتزجرالد در نقش آقای هالند
- کالن وایت در نقش خانم هالند
- جسی بوید در نقش مت
- دیان سلرز در نقش جکی
- برت رایس در نقش دکتر مک‌کارتی